# Zelioni Iar (Primórie)
|  | Per a altres significats, vegeu «Zelioni Iar». |

Zelioni Iar (en rus: Зелёный Яр) és un poble del krai de Primórie, a l'Extrem Orient de Rússia, que en el cens del 2010 tenia 40 habitants.